# Ulrike Bliefert
Ulrike Bliefert (* 18. September 1951 in Düsseldorf) ist eine deutsche Autorin, Schauspielerin und Mitglied der Deutschen Filmakademie.

## Leben
Nach dem Abitur begann Bliefert ein Studium der Germanistik, Anglistik und Theaterwissenschaft an der Universität Köln, parallel dazu nahm sie Schauspielunterricht und absolvierte diverse Praktika und Assistenzen in den Bereichen Regie, Bühnenbild, Kostüm (Köln, Duisburg, Bonn).
Ulrike Bliefert ist freischaffende Film- und Fernsehschauspielerin sowie Hörspiel-/Feature- und Hörbuchsprecherin. Von 1974 bis 1978 war sie Ensemblemitglied des Grips-Theaters in Berlin.
Bekannt wurde sie durch die Rolle der Maximiliane in den Literaturverfilmungen von Jauche und Levkojen und Nirgendwo ist Poenichen nach den Romanvorlagen von Christine Brückner (ARD 1979 und 1980) u. a. mit Arno Assmann. Sie trat bisher in mehr als 40 Hauptrollen in Fernsehspielen, Reihen und Serien auf, so in Rheinpromenade an der Seite von Rudolf Platte, Ein Zug nach Manhattan mit Heinz Rühmann, Die Wilsheimer, Peter Strohm, Ein Fall für zwei, Liebling Kreuzberg, Morden im Norden, Der Bulle und das Landei.
In vier Tatorten war sie in Rollen als Täterin, Kommissarin, Zeugin und Mordverdächtige zu sehen. Sie spielte sechs Jahre lang an der Seite von Jochen Busse in der RTL-Sitcom Das Amt und wurde für ihre Darstellung der Sekretärin Ulla 1999 mit dem „New York Finalist´s Award“ ausgezeichnet.
Bliefert schreibt darüber hinaus Drehbücher, Kurzkrimis und Romane. 
Mit ihrem Ehemann, dem Schweizer Schauspieler und Autor László I. Kish, lebt Ulrike Bliefert in Mecklenburg und Berlin. Sie haben eine gemeinsame Tochter, die Filmwissenschaftlerin Anna Luise Kiss.

## Werke (Auswahl)
- Lügenengel. Jugendbuch, Arena Verlag, Würzburg 2007, ISBN 978-3-401-06086-6
- (K)ein Junge wie Paul(a). Jugendbuch, Arena Verlag, Würzburg 2008, ISBN 978-3-401-06227-3
  - Neuausgabe unter dem Titel Voll verliebt im Tor. Arena Verlag, Würzburg 2011, ISBN 978-3-401-06659-2
- Elfengrab. Jugendbuch, Arena Verlag, Würzburg 2011, ISBN 978-3-401-50215-1
- Bitterherz. Arena Verlag, Würzburg 2012, ISBN 978-3-401-50358-5
- Schattenherz. Arena Verlag, Würzburg 2013, ISBN 978-3-401-06876-3
- Der Kuss der Grünen Fee (Hrsg. und Autorin), Dryas Verlag, Frankfurt 2014, ISBN 978-3-940855-51-0
- Champagner, Charleston und Chiffon. Bastei Lübbe, Köln 2015, ISBN 978-3-7325-0188-5
- Die Samariterin. Thriller, KBV-Verlag, Hillesheim 2018, ISBN 978-3-95441-435-2
- Der Tod der Schlangenfrau. Kriminalroman, KBV-Verlag, Hillesheim 2020, ISBN 978-3-95441-542-7
- Der Tod des Taschenspielers.< Kriminalroman, KBV-Verlag, Hillesheim 2021, ISBN 978-3-95441-588-5

sowie zahlreiche Kurzgeschichten in Anthologien.

## Filmografie (Auswahl)

### Darstellerin
- 1974: Hauptsache die Kohlen stimmen
- 1975: Kommissariat 9 (Fernsehserie, Folge 1x04)
- 1975: Rheinpromenade
- 1976: Ein Fall für Stein (Fernsehserie, Folge 1x10)
- 1976: Unter einem Dach (Fernsehserie, Folge Falschgeld)
- 1977: Der Haupttreffer
- 1978: Ausgerissen! Was nun? (Fernsehserie, 1 Folge)
- 1978: Jauche und Levkojen (Fernsehserie)
- 1978: Die beiden Freundinnen
- 1978: Winterspelt 1944
- 1979: Wunder einer Nacht
- 1980: Nirgendwo ist Poenichen
- 1981: Ein Zug nach Manhattan
- 1981: Der rote Strumpf
- 1982: St. Pauli-Landungsbrücken (Fernsehserie, Folge 1x55)
- 1983: Konsul Möllers Erben (Fernsehserie)
- 1983: Frau Juliane Winkler
- 1985: Geschichten aus der Heimat (Fernsehserie) Folge: Die Bauernfänger
- 1986: Liebling Kreuzberg (Fernsehserie, Folge 1x04)
- 1987: Die Wilsheimer (Fernsehserie, Folge 1x03)
- 1988: Tatort – Tödlicher Treff (Fernsehreihe)
- 1989: Justitias kleine Fische (Fernsehserie, 1 Folge)
- 1990: Kartoffeln mit Stippe (Fernsehfilm)
- 1990: Ein Fall für zwei (Fernsehserie, Folge 10x05)
- 1991: Pizza Colonia (Kinofilm)
- 1995–1998: Und tschüss! (Fernsehserie)
- 1996: Peter Strohm (Fernsehserie, Folge 5x03)
- 1996: Mit einem Bein im Grab (Fernsehserie, Folge Nackte Tatsachen)
- 1996: Tatort – Schlaflose Nächte (Fernsehreihe)
- 1996–2002: Das Amt (Fernsehserie, 86 Folgen)
- 1999: Alles Bob! (Kinofilm)
- 1999: Tatort – Die apokalyptischen Reiter (Fernsehreihe)
- 2000: Endstation Tanke (Kinofilm)
- 2000: Die Pfefferkörner (Fernsehserie, Folge 1x13)
- 2001: Der Brief des Kosmonauten (Kinofilm)
- 2002: Verrückt ist auch normal
- 2002: Ein Leben lang kurze Hosen tragen (Jürgen-Bartsch-Biografie)
- 2003: Mein Leben & Ich (Fernsehserie, Folge 2x03)
- 2004: Elektra und das Kleid (Kinofilm)
- 2005–2006: Sophie – Braut wider Willen (Soap, Folgen 1x01, 1x64)
- 2006, 2012: SOKO Wismar (Fernsehserie, Folgen 3x10, 8x15)
- 2006: Heiratsschwindlerin mit Liebeskummer
- 2006: Der Staatsanwalt (Fernsehserie, Folge 2x03)
- 2006: Pik und Amadeus – Freunde wider Willen
- 2007: Suchkind 312
- 2007: Um Himmels Willen (Fernsehserie, Folge 7x03)
- 2008: Tatort – Der glückliche Tod (Fernsehreihe)
- 2008: Löwenzahn (Fernsehserie, 1 Folge)
- 2008: KDD – Kriminaldauerdienst (Fernsehserie, Folge 2x04)
- 2009: Beutolomäus und die vergessene Weihnacht (24 Folgen)
- 2010: Luises Versprechen
- 2010–2016: Der Bulle und das Landei (Fernsehserie, 6 Folgen)
- 2011: Danni Lowinski (Fernsehserie, Folge 2x03)
- 2011–2013: Heiter bis tödlich: Morden im Norden (Fernsehserie, 23 Folgen)
- 2012: Beutolomäus und der falsche Verdacht
- 2012: Unser Charly (Fernsehserie, Folge 16x09)
- 2012: Tessa Hennig (Fernsehserie, 1 Folge)
- 2012: SOKO Wismar (Fernsehserie, 1 Folge)
- 2012: Kommissarin Lucas (Fernsehserie, 1 Folge)
- 2013: Der letzte Bulle (Fernsehserie, Folge 4x05)
- 2013: Doc meets Dorf (Fernsehserie, Folge 1x06)
- 2014: Die Dienstagsfrauen – Sieben Tage ohne
- 2014–2016: Der Bulle und das Landei (Fernsehreihe, 4 Teile)
- 2014: Alles Klara (Fernsehserie, Folge 2x12)
- 2015: Überleben an der Scheidungsfront
- 2015: Silvia S. – Blinde Wut
- 2015: Call me Francesco (Il Papa della gente)
- 2017: Letzte Spur Berlin (Fernsehserie, 1 Folge)
- 2017: Ente gut!
- 2017: Die Spezialisten – Im Namen der Opfer (Fernsehserie, 1 Folge)
- 2017: Die Eifelpraxis (Fernsehserie, 1 Folge)
- 2018: Kreuzfahrt ins Glück (Fernsehserie, 1 Folge)
- 2018: Heldt (Fernsehserie, Folge Eine perfekte Familie)
- 2019: Lotta & der schöne Schein (Fernsehserie, 1 Folge)
- 2020: Auf dünnem Eis (Fernsehfilm)
- 2020: Unverblümt (TV-Film)
- 2020: SOKO Köln (TV-Serie, 1 Folge)
- 2021: Immer der Nase nach
- 2022: Mittagsstunde
- 2023: Und dann steht einer auf und öffnet das Fenster

### Drehbuch (Auswahl)
- 1988/89: Forstinspektor Buchholz (Fernsehserie, 33 Folgen)
- 1995: Tatort – Rückfällig
- 2001: Park Hotel Stern (Fernsehserie, 1 Folge)
- 2005: Siebenstein (Fernsehserie, 1 Folge)

## Hörspiele (Auswahl)
- 1989: Margaret Millar: Kannibalenherz – Regie: Bernd Lau (Hörspiel – NDR)
- 2014: Joy Markert: Der Mendelssohnriss – Regie: Alexander Schuhmacher (Hörspiel – DKultur)
- 2014: Eva Karnofsky: Opferfläche – Regie: Thomas Werner (Kriminalhörspiel – WDR)
- 2014: Irmgard Maenner: Lichtbogen – Regie: Judith Lorentz (DKultur)
- 2014: Eva Karnofski: Opferfläche – Regie: Thomas Werner (Hörspiel – WDR)
- 2016: Judith Ruyters: Wir sind nachher wieder da, wir sind nur kurz nach Afrika – Regie: Thomas Werner (Hörspiel – WDR)
- 2018: Hanni Münzer: Honigtot (Hörspiel – Audible)

## Theater
- 1970–1974: Contrakreis-Theater Köln
- 1976–1979: Grips-Theater Berlin
- 1983–1985: Städtische Bühnen Heidelberg